# Ikuko Abe
Ikuko Abe es una deportista japonesa que compitió en natación sincronizada. Ganó tres medallas en el Campeonato Mundial de Natación, plata en 1978 y dos bronces en 1982.

## Palmarés internacional
| Campeonato Mundial | Campeonato Mundial      | Campeonato Mundial | Campeonato Mundial |
| Año                | Lugar                   | Medalla            | Prueba             |
| ------------------ | ----------------------- | ------------------ | ------------------ |
| 1978               | Berlín Occidental (RFA) | Medalla de plata   | Equipo             |
| 1982               | Guayaquil (Ecuador)     | Medalla de bronce  | Dúo                |
| 1982               | Guayaquil (Ecuador)     | Medalla de bronce  | Equipo             |